# Horné Saliby
Horné Saliby (em húngaro: Felsőszeli) é um município da Eslováquia, situado no distrito de Galanta, na região de Trnava. Tem 34,84 km² de área e sua população em 2018 foi estimada em 3.296 habitantes.

## Demografia
| Ano:        | 1994 | 2004   | 2014   | 2024   |
| ----------- | ---- | ------ | ------ | ------ |
| Broj ljudi: | 3046 | 3156   | 3226   | 3169   |
| Razlika:    |      | +3,61% | +2,21% | -1,76% |

| Ano:               | 2023 | 2024   |
| ------------------ | ---- | ------ |
| Número de pessoas: | 3200 | 3169   |
| Diferença:         |      | -0,96% |